# Diocesi di Cienfuegos
La diocesi di Cienfuegos (in latino Dioecesis Centumfocencis) è una sede della Chiesa cattolica a Cuba suffraganea dell'arcidiocesi di Camagüey. Nel 2021 contava 296.000 battezzati su 494.700 abitanti. È retta dal vescovo Domingo Oropesa Lorente.

## Territorio
La diocesi è situata nella parte centro-meridionale dell'isola di Cuba e comprende la provincia di Cienfuegos e il municipio di Trinidad, appartenente alla provincia di Sancti Spíritus.
Sede vescovile è la città di Cienfuegos, dove si trova la cattedrale dell'Immacolata Concezione (Purísima Concepción Inmaculada).
Il territorio si estende su 5.360 km² ed è suddiviso in 22 parrocchie.

## Storia
La diocesi è stata eretta da papa Leone XIII con il breve Actum praeclare il 20 febbraio 1903, ricavandone il territorio dalla diocesi di San Cristóbal de la Habana (oggi arcidiocesi). Originariamente era suffraganea dell'arcidiocesi di Santiago di Cuba.
Il 30 giugno 1971 in forza del decreto Cum urbs della Congregazione per i vescovi la chiesa di Santa Chiara nella città di Santa Clara fu elevata a concattedrale, al vescovo fu permesso di risiedere nella città di santa Clara e la diocesi assunse il nome di diocesi di Cienfuegos-Santa Clara, che mantenne fino al 1º aprile 1995 quando si è divisa nella presente diocesi di Cienfuegos e nella diocesi di Santa Clara.
Il 5 dicembre 1998 è entrata a far parte della provincia ecclesiastica di Camagüey.

## Cronotassi dei vescovi
Si omettono i periodi di sede vacante non superiori ai 2 anni o non storicamente accertati.
- Antonio Aurelio Torres y Sanz, O.C.D. † (5 aprile 1904 - 19 gennaio 1916 dimesso[1])
  - Sede vacante (1916-1922)
- Valentín de la Asunción (Manuel) Zubizarreta y Unamunsaga † (24 febbraio 1922 - 30 marzo 1925 nominato arcivescovo di Santiago di Cuba)
  - Sede vacante (1925-1935)
- Eduardo Pedro Martínez y Dalmau, C.P. † (16 novembre 1935 - 16 marzo 1961 dimesso[2])
- Alfredo Antonio Francisco Müller y San Martín † (7 aprile 1961 - 24 luglio 1971 dimesso)
- Fernando Ramón Prego Casal † (24 luglio 1971 - 1º aprile 1995 nominato vescovo di Santa Clara)
- Emilio Aranguren Echeverría (1º aprile 1995 - 14 novembre 2005 nominato vescovo di Holguín)
- Domingo Oropesa Lorente, dal 9 luglio 2007

## Statistiche
La diocesi nel 2021 su una popolazione di 494.700 persone contava 296.000 battezzati, corrispondenti al 59,8% del totale.
| anno | popolazione | popolazione | popolazione | presbiteri | presbiteri | presbiteri | presbiteri                | diaconi | religiosi | religiosi | parrocchie |
| anno | battezzati  | totale      | %           | numero     | secolari   | regolari   | battezzati per presbitero | diaconi | uomini    | donne     | parrocchie |
| ---- | ----------- | ----------- | ----------- | ---------- | ---------- | ---------- | ------------------------- | ------- | --------- | --------- | ---------- |
| 1950 | 938.000     | 938.581     | 99,9        | 138        | 22         | 116        | 6.797                     |         |           |           | 36         |
| 1966 | 1.086.480   | 1.278.212   | 85,0        | 31         | 12         | 19         | 35.047                    |         | 23        |           | 51         |
| 1968 | ?           | 1.339.663   | ?           | 25         | 7          | 18         | ?                         |         | 22        | 12        | 17         |
| 1976 | 635.895     | 1.363.772   | 46,6        | 21         | 11         | 10         | 30.280                    | 1       | 14        | 3         | 51         |
| 1980 | 626.000     | 1.367.772   | 45,8        | 27         | 18         | 9          | 23.185                    |         | 13        | 5         | 51         |
| 1990 | 716.000     | 1.563.000   | 45,8        | 29         | 15         | 14         | 24.689                    |         | 14        | 15        | 51         |
| 1999 | 294.000     | 490.000     | 60,0        | 18         | 8          | 10         | 16.333                    | 2       | 11        | 23        | 22         |
| 2000 | 294.000     | 490.000     | 60,0        | 17         | 9          | 8          | 17.294                    | 2       | 8         | 19        | 22         |
| 2001 | 294.000     | 490.000     | 60,0        | 16         | 8          | 8          | 18.375                    | 2       | 8         | 23        | 22         |
| 2002 | 294.000     | 490.000     | 60,0        | 16         | 8          | 8          | 18.375                    | 1       | 10        | 23        | 22         |
| 2003 | 294.000     | 490.000     | 60,0        | 18         | 10         | 8          | 16.333                    | 1       | 11        | 22        | 22         |
| 2004 | 290.000     | 480.000     | 60,4        | 10         | 4          | 6          | 29.000                    | 1       | 10        | 23        | 22         |
| 2006 | 293.600     | 485.000     | 60,5        | 23         | 16         | 7          | 12.765                    | 1       | 12        | 25        | 22         |
| 2013 | 293.400     | 484.700     | 60,5        | 15         | 7          | 8          | 19.560                    | 1       | 11        | 25        | 22         |
| 2016 | 300.356     | 496.415     | 60,5        | 16         | 9          | 7          | 18.772                    | 8       | 11        | 21        | 22         |
| 2019 | 299.400     | 495.900     | 60,4        | 17         | 7          | 10         | 17.611                    | 11      | 14        | 23        | 22         |
| 2021 | 296.000     | 494.700     | 59,8        | 15         | 8          | 7          | 19.733                    | 11      | 11        | 23        | 22         |